# Raoulia hookeri
Raoulia hookeri là một loài thực vật có hoa trong họ Cúc. Loài này được Allan miêu tả khoa học đầu tiên năm 1961.